# Marianovka
Marianovka (en russe : Марьяновка) est une commune urbaine de l'oblast d'Omsk en Russie.
Sa population est estimée à 8 488 habitants en 2021.